# Synallaxis tithys
A Synallaxis tithys a madarak (Aves) osztályának verébalakúak (Passeriformes) rendjébe és a fazekasmadár-félék (Tyrannidae) családjába tartozó faj.

## Rendszerezése
A fajt Wladyslaw Taczanowski lengyel ornitológus írta le 1877-ben.

## Előfordulása
Dél-Amerika északnyugati részén, Ecuador és Peru területén honos. Természetes élőhelyei a szubtrópusi vagy trópusi síkvidéki esőerdők és cserjések. Állandó, nem vonuló faj.

## Megjelenése
Testhossza 17 centiméter, a testtömege 14-18 gramm.

## Életmódja
Általában párban keresgéli ízeltlábúakból álló táplálékát.

## Természetvédelmi helyzete
Elterjedési területe kicsi, az egyedszáma 2500-9999 példány közötti és csökken. A Természetvédelmi Világszövetség Vörös listáján sebezhető fajként szerepel.